# Steve Bronski
Pour les articles homonymes, voir Bronski.
Steve Bronski, né le 7 février 1960 à Glasgow et mort le 7 décembre 2021 à Soho, est un musicien britannique.
Il est le fondateur du groupe Bronski Beat, connu notamment pour le tube Smalltown Boy sorti en 1984.

## Biographie
Steve Bronski est cofondateur et claviériste du groupe Bronski Beat, connu pour les singles Smalltown Boy et Why. Il est également un militant LGBTQ et est ouvertement gay dès son plus jeune âge.
Élevé à Castlemilk, Glasgow, Bronski travaille dans sa jeunesse comme ouvrier. Il vit dans un appartement à Brixton, Londres au début de la période de formation de Bronski Beat avec ses collègues musiciens. Plus tard, il s'accomplit avec son partenaire et coéquipier Larry Steinbachek à Camberwell, Londres. Après la rupture du groupe, il s'installe en Thaïlande pendant de nombreuses années, puis à Paris, en France, avant de retourner au Royaume-Uni.
Bronski a un accident vasculaire cérébral en 2018, limitant sa mobilité. Il meurt des suites de l'inhalation de fumée dans un incendie à son domicile de Soho, Londres, le 7 décembre 2021, à l'âge de 61 ans.